# Сан Маурицио Канавезе
Сан Маурицио Канавезе (итал. San Maurizio Canavese) је насеље у Италији у округу Торино, региону Пијемонт.
Према процени из 2011. у насељу је живело 8676 становника. Насеље се налази на надморској висини од 317 м.

## Становништво
Према резултатима пописа становништва 2011. у општини је живело 9.646 становника.
| 1931. | 1936. | 1951. | 1961. | 1971. | 1981. | 1991. | 2001. | 2011. |
| ----- | ----- | ----- | ----- | ----- | ----- | ----- | ----- | ----- |
| 4.327 | 4.472 | 4.836 | 5.462 | 7.187 | 6.809 | 6.600 | 7.259 | 9.646 |